# کاتالینا ساندینو مورنو
کاتالینا ساندینو مورنو (اسپانیایی: Catalina Sandino Moreno‎؛ زاده ۱۹ آوریل ۱۹۸۱) یک هنرپیشه اهل کلمبیا است. وی از سال ۲۰۰۴ میلادی تاکنون مشغول فعالیت بوده‌است.
از فیلم‌ها یا برنامه‌های تلویزیونی که وی در آن نقش داشته‌است می‌توان به ملت غذای آماده، عشق در سال وبا، چه، برای شکوه بزرگ‌تر و گرم‌ترین ایالت اشاره کرد.